# EPIC 205999468
EPIC 205999468 — одиночная звезда в созвездии Водолея на расстоянии приблизительно 800 световых лет (около 245 парсеков) от Солнца. Видимая звёздная величина звезды — +13,19m.
Вокруг звезды обращается, как минимум, одна планета.

## Характеристики
EPIC 205999468 — жёлтый карлик спектрального класса G. Масса — около 0,752 солнечной, радиус — около 0,717 солнечного, светимость — около 0,327 солнечной. Эффективная температура — около 5106 К.

## Планетная система
В 2016 году командой астрономов было объявлено об открытии планеты.